# 洛拉德埃斯特帕
洛拉德埃斯特帕，是西班牙安达卢西亚自治区塞维利亚省的一个市镇。总面积18平方公里，总人口783人（2001年），人口密度44人/平方公里。